# FC 1910 Lößnitz
FC 1910 Lößnitz is een Duitse sportclub uit Lößnitz (Saksen).

## Geschiedenis
De club werd opgericht in 1910. De club sloot zich aan bij de Midden-Duitse voetbalbond en ging spelen in de competitie van het Ertsgebergte, die na de oorlog fungeerde als tweede klasse van de  Kreisliga Mittelsachsen. In 1923 werd de Kreisliga opgedoekt en werd de competitie opgewaardeerd tot hoogste klasse. Na een voorlaatste plaats in 1923/24 werd de club een jaar later laatste en degradeerde. De club slaagde er niet meer in te promoveren. 
Door het uitbreken van de Tweede Wereldoorlog trok de club zich in 1939 terug uit de reguliere competitie. Tot 1942 werden er nog wel vriendschappelijke wedstrijden gespeeld. De meeste spelers werden opgeroepen voor het leger en velen keerden niet meer terug.
Na de oorlog werden alle Duitse voetbalclubs ontbonden. De club werd heropgericht als SG Industrie Lößnitz en nam later de naam BSG Motor aan. De club speelde voornamelijk in de Bezirksliga (derde klasse).
Na de Duitse hereniging werd de naam FC 1910 Lößnitz aangenomen.